# Eduardo Mendoza Garriga
Eduardo Mendoza Garriga (Barcelona, 1943. január 11. –) spanyol regényíró.

## Fiatalkora
Mendoza az 1960-as évek első felében jogot tanult, 1973 és 1982 között New Yorkban élt, az ENSZ tolmácsaként dolgozott, majd megpróbálta a jogi tanulmányokat, aztán rájött, hogy író szeretne lenni. Intenzív kapcsolatot ápolt Juan Benet és Juan García Hortelano regényírókkal, Pere Gimferrer költővel és Félix de Azúa íróval (és szomszédjával), jelenleg Londonban él.

## Írói karrier
1975-ben Mendoza kiadta nagyon sikeres első regényét, a La Verdad sobre el Caso Savolta (Az igazság a Savolta-ügyről) címet, amelyben bemutatja, hogy képes különböző forrásokat és stílusokat használni. A regény a Franco utáni spanyol társadalmi változás előfutára, és a demokráciába való átmenet első regénye. Ismerteti a 20. század eleji szakszervezeti harcokat, bemutatva a barcelonai munkások társadalmi, kulturális és gazdasági körülményeit abban az időben. Egy évvel később elnyerte a kritikusok díját. Legelismertebb regénye valószínűleg a La Ciudad de los Prodigios (A csodák városa, 1986), amely Barcelona társadalmi és városi fejlődéséről szól az 1888-as és 1929-es világkiállítások között. 1999-ben Mario Camus filmre adaptálta. 1992-ben jelent meg El Año del Diluvio (Az árvíz éve) című regénye, amely Consuelo nővér belső konfliktusairól szól, miután megismerkedet Augusto Aixelâval, majd beleszeretett, és nagyon szuggesztív leírásokat tartalmaz az akkoriban Spanyolországban uralkodó polgárháború utáni nélkülözésekről. 1996-ban jelent meg harmadik nagy, Barcelonával kapcsolatos regénye, ezúttal az 1940-es években játszódó Una Comedia Ligera (Könnyű komédia) címmel.
Munkásságában is megjelenik az őrült nyomozó története, egy különös figura, egy névtelen, véletlenül egy elmegyógyintézetbe zárt nyomozó. Az első ilyen regény, az El Misterio de la Cripta Embrujada (Az elvarázsolt kripta rejtélye, 1979) a hard-boiled műfajt a gótikus elbeszéléssel vegyítő, vicces pillanatokkal teli paródia. A saga második regényében, az El Laberinto de las Aceitunasban (Az olajbogyó-labirintus, 1982) Mendoza megerősíti parodista tehetségét; a regény az egyik legsikeresebb műve. A saga harmadik regénye, La Aventura del Tocador de Señoras (A hölgyek öltözőasztalának kalandja), a negyedik, El Enredo de la Bolsa y la Vida (A pénz és az élet zűrzavara) 2001-ben, illetve 2012-ben jelent meg. Az ötödik regény 2015-ben jelent meg El Secreto de la Modelo Extraviada (Az eltűnt modell titka) címmel, nagy sikerrel.
Az El País spanyol lap részletekben publikálta két regényét, a Sin Noticias de Gurb (Nincs szó Gurbról, 1990) és az El Último Trayecto de Horacio Dos (Horatio Dos utolsó utazása, 2001), mindkettő sci-fi vígjáték.
1993-ban publikálta első drámáját, a Restoration-t (Restauráció), amelyet katalánul írt, majd maga Mendoza fordított spanyolra. Ezt az első színházi darabot két másik követte. A három mű együtt jelent meg 2017-ben.
2010 októberében elnyerte a Premio Planeta irodalmi díjat Riña de gatos. Madrid 1936 című regényéért. 2013 decemberében elnyerte az Európai Könyvdíjat (fikció) is. Később, 2015 júniusában megkapta a Franz Kafka-díjat, első spanyol íróként. 2016-ban kapta a Cervantes-díjat, a spanyol irodalom jelenlegi legrangosabb díját. 2018-ban megjelent az El Rey Recibe (A király megkapja) című regénye, a A mozgás három törvénye trilógia első könyve, amely a 20. század második felének főbb fejleményét tárja fel.
Eduardo Mendoza narratív tanulmányai komoly vagy nagyobb regényekre, valamint humoros vagy kisebb regényekre osztják munkáit, bár a legújabb tanulmányok a posztmodern regény jellemzőinek hatására rámutattak a parodisztikus regényeiben jelenlévő komolyságra, kritikára és transzcendenciára, valamint a komoly regényeiben jelenlévő humorra.
Mendozát a legjelentősebb spanyol élő írók között tartják számon. Szerepel az úgynevezett spanyol új narratívában.

## Könyvei

### Regények
- 1975: La verdad sobre el caso Savolta
- 1979: El misterio de la cripta embrujada (1. regény a névtelen detektívsorozatból)
- 1982: El laberinto de las aceitunas (2. a névtelen detektívsorozatból)
- 1986: La ciudad de los prodigios
- 1989: La isla inaudita
- 1990: Sin noticias de Gurb (részletekben tette közzé az El País)
- 1992: El año del diluvio
- 1996: Una comedia ligera
- 2001: La aventura del tocador de señoras (3. regény a névtelen detektívsorozatból)
- 2002: El último trayecto de Horacio Dos (részletekben tette közzé az El País)
- 2006: Mauricio o las elecciones primarias
- 2008: El asombroso viaje de Pomponio Flato
- 2010: Riña de gatos. Madrid 1936[15] (Premio Planeta)
- 2012: El enredo de la bolsa y la vida (4. regény a névtelen detektívsorozatból)
- 2015: El secreto de la modelo extraviada (5. regény a névtelen detektívsorozatból)
- 2018: El rey recibe (1. regény a „A mozgás három törvénye” sorozatból)
- 2019: El negociado del yin y el yang (2. regény a 'Three laws of movement' sorozatból)
- 2021: Trasbordo en Moscú (3. regény a „A mozgás három törvénye” sorozatból)
- 2024: Tres enigmas para la Organización

### Novellák
- 2009: Tres vidas de santos (La ballena, El final de Dubslav and El malentendido)
- 2011: El camino del cole (children's book)

### Színdarab
- 1993: Restauración
- 2000: Gloria: Comedia en un acto
- 2004: Grandes preguntas
- 2017: Teatro reunido (Restauración, Gloria and Grandes cosas)

### Esszék
- 1986: Nueva York
- 1989: Barcelona modernista (co-written with his sister Cristina)
- 2001: Baroja, la contradicción (biographic essay)
- 2007: ¿Quién se acuerda de Armando Palacio Valdés?
- 2017: ¿Que está pasando en Cataluña?
- 2020: Las barbas del profeta [16]

### Magyarul megjelent
- A csodák városa (La ciudad de los prodigios) – Európa, Budapest, 2003 · ISBN 9630773244 · Fordította: Tomcsányi Zsuzsanna
- Pomponius Flatus különös utazása (El asombroso viaje de Pomponio Flato) – Európa, Budapest, 2011 · ISBN 9789630791878 · Fordította: Pál Ferenc

## Fordítás
- Ez a szócikk részben vagy egészben  az   Eduardo Mendoza Garriga című angol Wikipédia-szócikk fordításán alapul.  Az eredeti cikk szerkesztőit annak laptörténete sorolja fel. Ez a jelzés csupán a megfogalmazás eredetét és a szerzői jogokat jelzi, nem szolgál a cikkben szereplő információk forrásmegjelöléseként.